# Bob Fosse
Robert Louis (Bob) Fosse (Chicago, 23 juni 1927 – Washington, D.C., 23 september 1987) was een Amerikaanse danser, choreograaf en regisseur van onder meer Cabaret en All That Jazz. Fosse won een lange reeks prijzen; hij was de eerste die in hetzelfde jaar een Oscar, Tony en Emmy won.

## Levensloop en carrière
Fosse groeide op in Chicago en begon zijn danscarrière daar. Vervolgens ging hij in de marine en verzorgde optredens op Amerikaanse leger- en marinebases in de Stille Oceaan. Begin jaren 1950 vertrok hij naar Hollywood in de hoop een nieuwe Fred Astaire te worden. Hij speelde in 1953 in enkele films, waaronder Kiss Me Kate. Fosse werd vroegtijdig kaal, waardoor zijn carrière op het witte doek van korte duur was. Hij richtte zich daarom op Broadway waar hij succes had als choreograaf van de musicals The Pajama Game (1954) en Damn Yankees (1955), en voor beide producties een Tony won. Fosse regisseerde en choreografeerde een reeks andere musicals, waaronder Chicago (1975), waarop de film uit 2002 was gebaseerd, en Big Deal (1986), die vijf Tony's won, waaronder de Tony voor beste choreografie.
Fosse regisseerde ook vijf films, beginnend met een filmversie van zijn musical Sweet Charity in 1969. Zijn tweede film Cabaret (1972) werd bekroond met acht Oscars, waaronder de Oscar voor beste regisseur voor Fosse. Fosse kreeg ook een BAFTA en werd genomineerd voor een Golden Globe voor beste regisseur. Zijn derde film, Lenny (1974), werd genomineerd voor twee Oscars, voor beste film en beste regisseur. Met zijn vierde film, het semi-autobiografische All That Jazz (1979), won hij de Gouden Palm op het Filmfestival van Cannes. De film werd ook genomineerd voor de Oscars voor beste film en beste regisseur. Zijn laatste film, Star 80, over de vermoorde Nederlands-Canadese playmate Dorothy Stratten, werd genomineerd voor een Golden Globe en een Gouden Beer. Na het succes van Cabaret regisseerde Fosse in 1972 ook een televisiefilm met een concert van Liza Minnelli, Liza with a 'Z'. De film won vier Emmy's.
Fosse was eerst getrouwd met de danseres Mary Ann Niles en vervolgens met actrice en danseres Joan McCracken (1951-1959). In 1960 trouwde hij met danseres en actrice Gwen Verdon. Na zijn separatie van Verdon had hij relaties met verschillende vrouwen, waaronder Jessica Lange.
In 1987 was Fosse in Washington, D.C. voor een opvoering van zijn musical Sweet Charity toen hij in zijn kamer in het Willard Hotel een hartaanval kreeg en in het ziekenhuis stierf. Zelfs na zijn dood bleef Fosse prijzen winnen. In 1999 werd Fosse, een muzikale revue van zijn choreografie, bekroond met een Tony voor beste choreografie. Fosse kreeg hiervoor ook een postume Laurence Olivier Award.

## Oeuvre

### Musicals
- Call Me Mister, 1947 (acteur)
- Make Mine Manhattan, 1948 (acteur)
- Dance Me a Song, 1950 (acteur)
- Billion Dollar Baby, 1951 (acteur)
- The Roaring Twenties, 1951 (acteur)
- Pal Joey, 1952 (acteur)
- The Pajama Game, 1954 (choreograaf)
- Damn Yankees, 1955 (choreograaf)
- Bells Are Ringing, 1956
- New Girl in Town, 1958 (choreograaf)
- Redhead, 1959 (regisseur/ choreograaf)
- How to Succeed in Business Without Really Trying, 1961
- Little Me, 1962 (regisseur/choreograaf)
- Pleasures and Palaces, 1965 (regisseur/choreograaf)
- Sweet Charity, 1966 (regisseur/choreograaf)
- Pippin, 1972 (regisseur/choreograaf)
- Liza, 1974 (regisseur/choreograaf)
- Chicago, 1975 (schrijver/regisseur/choreograaf)
- Dancin', 1978 (regisseur/choreograaf)
- Big Deal, 1986 (regisseur/choreograaf)

### Films

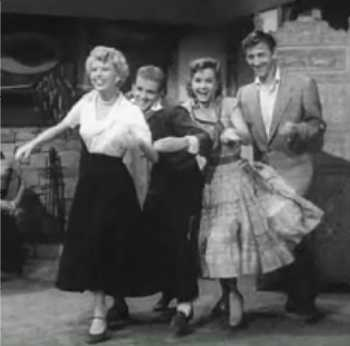
Bob Fosse, tweede van links, in de film The Affairs of Dobie Gillis (1953)

- The Affairs of Dobie Gillis, 1953 (acteur)
- Give a Girl a Break, 1953 (acteur)
- Kiss Me Kate, 1953 (acteur)
- My Sister Eileen, 1955 (acteur/choreograaf)
- The Pajama Game, 1957 (choreograaf)
- Damn Yankees, 1958 (dancer/choreograaf)
- Sweet Charity, 1968 (regisseur/choreograaf)
- Cabaret, 1972 (regisseur/choreograaf)
- Lenny, 1974 (regisseur)
- The Little Prince, 1974 (acteur/choreograaf)
- Thieves, 1977 (acteur)
- All That Jazz, 1979 (schrijver/regisseur/choreograaf)
- Star 80, 1983 (schrijver/regisseur)

## Prijzen
Een selectie van prijzen gewonnen door Bob Fosse:
- Oscar voor beste regisseur, Cabaret (1972)[1]
- BAFTA voor beste regisseur, Cabaret (1972)
- Drie Emmy's voor Liza with a 'Z' (1973)
- Gouden Palm voor beste film, All That Jazz (1979)
- Acht Tony's voor beste choreografie en een Tony voor beste regisseur
- Vier Drama Desk Awards